# Pseudopanax crassifolius
Pseudopanax crassifolius ist eine Pflanzenart aus der Gattung Pseudopanax innerhalb der Familie der Araliengewächse (Araliaceae). Sie ist in Neuseeland verbreitet.

## Beschreibung

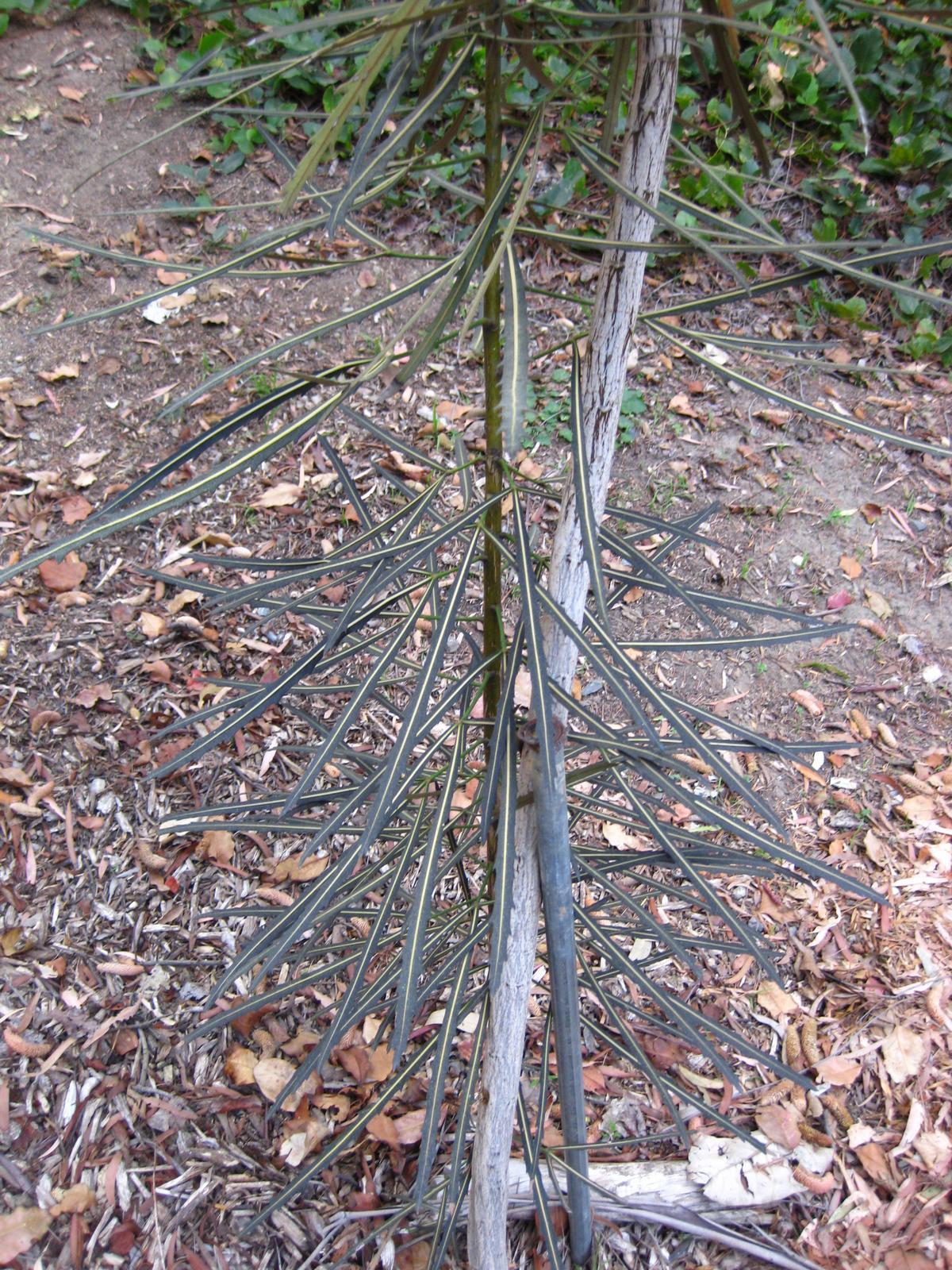
Laubblätter eines jungen Exemplars

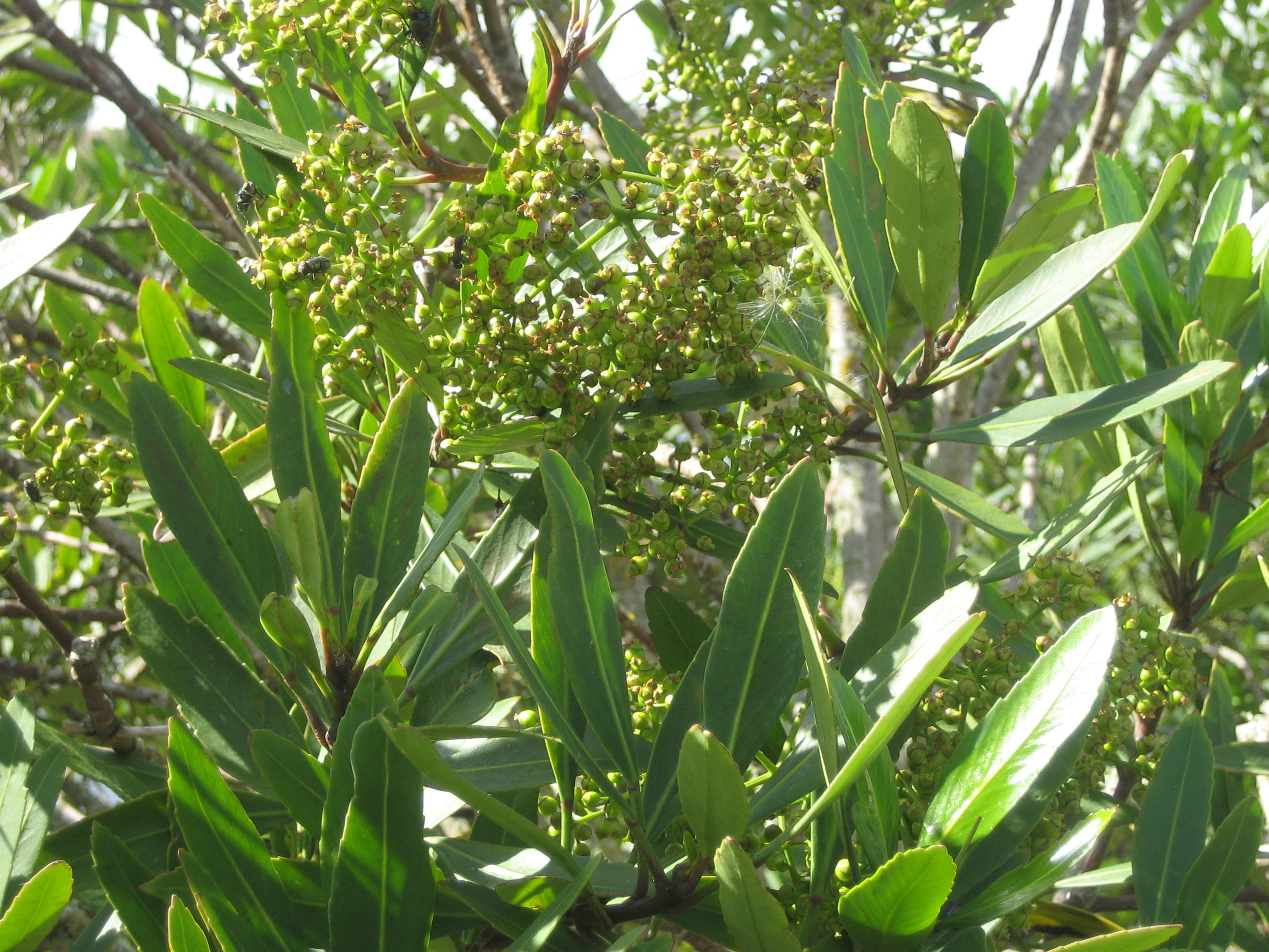
Blühfähiges Exemplar mit Laubblättern und Fruchtstand mit jungen Früchten

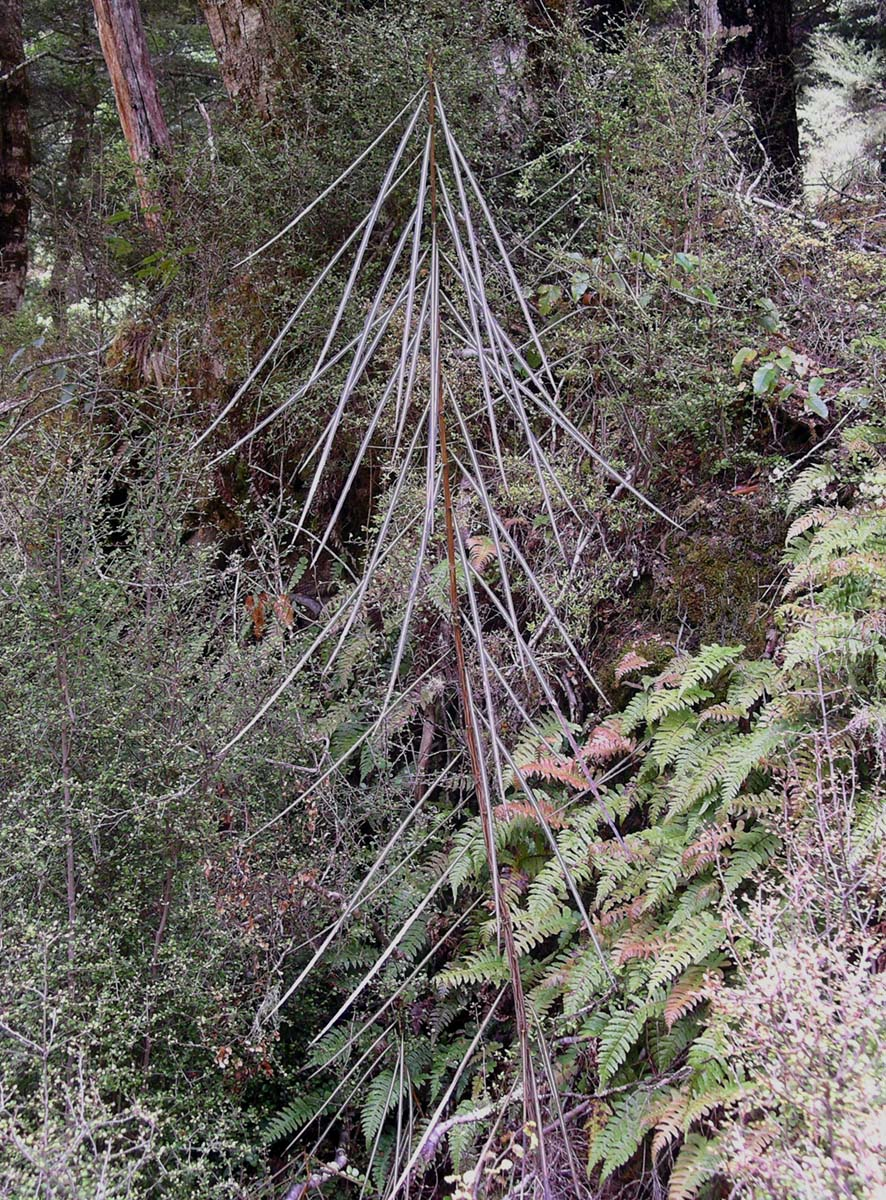
Juvenile Pseudopanax crassifolius im Tal des Owen-River

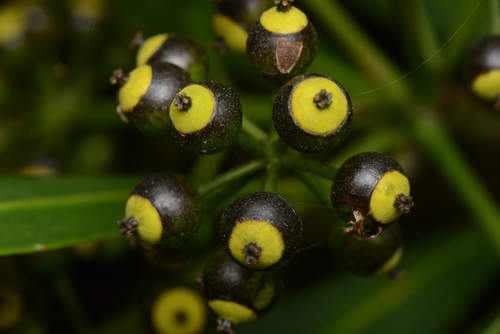
Fruchtstand

### Vegetative Merkmale
Pseudopanax crassifolius wächst als Baum, der Wuchshöhen von bis zu 15 Metern und Stammdurchmesser von bis zu 50 Zentimetern erreicht. Er ist im unteren Bereich unverzweigt und bildet erst im oberen Bereich eine verzweigte Baumkrone. Die gräuliche, leicht furchige Borke ist anfangs dunkler und wird später heller. Das Holz ist hart.
Es liegt Heterophyllie vor. Die ledrigen Laubblätter sind wechselständig angeordnet. Nur bei Sämlingen sind die Laubblätter sitzend bis sehr kurz gestielt und die Blattspreite ist gefiedert mit ein bis selten drei Blättchen, die grob gesägt sind. An jungen Exemplaren sind die dunkelgrünen, ledrigen Laubblätter bei einer Länge von bis zu 1 Meter schmal-linealisch und nach unten gebogen; ihre erhabene Mittelrippe ist hell-cremegelb und der Blattrand ist entfernt scharf gezähnt, wobei das obere Ende jedes Blattzahnes senkrecht zur Mittelrippe steht und nicht verdickt ist. An ausgewachsenen Exemplaren sind die dunkelgrünen Laubblätter mit einer Breite von 2 bis 3 Zentimetern sowie einer Länge von 10 bis 20 Zentimetern deutlich kürzer als an jungen Exemplaren. Sie sind fast sitzend oder bis zu 10 Millimeter lang gestielt, wobei sich die Basis des Blattstieles um den Zweig herum verbreitert. Ihre Blattspreite ist schmal oder elliptisch-keilförmig bis verkehrt-eilanzettlich oder lanzettlich mit spitzem oder stumpfem oberem Ende und ganzem bis buchtigem oder grob gesägtem Blattrand.
Die juvenile Form von Pseudopanax crassifolius dauert zwischen 15 und 20 Jahre und ist sehr leicht zu erkennen: Ihre Laubblätter stehen alle nur an einem unverzweigten Stamm. Wenn der Baum älter wird, beginnt er sich im oberen Bereich zu verzweigen. Erst im blühfähigen Alter nimmt das Exemplar eine typische Baumform mit Baumkrone an.

### Generative Merkmale
Der endständige und unregelmäßig zusammengesetzte Blütenstand besteht aus fünf bis zehn etwa 6 Zentimeter langen, doldigen Verzweigungen erster Ordnung mit traubigen bis schirmrispigen Ästen oder mit Döldchen oder es sind Doppeldolden. Die meist zwittrigen oder funktionell eingeschlechtlichen, grün-gelblichen Blüten sind fünfzählig mit einfacher bis doppelter Blütenhülle. Der Kelch ist zu winzigen Zähnchen oder einem Rand reduziert oder fehlt ganz. Die freien Petalen sind klappig und zurückgelegt. Es ist ein Blütenbecher vorhanden. Die fünf Fruchtblätter sind zu einem fünfkammerigen, unterständigen Fruchtknoten verwachsen. Jede Fruchtknotenkammer enthält nur eine Samenanlage. Die fünf kurzen, zusammenstehenden Griffeläste sind verwachsen und höchstens die obersten Enden sind frei. Es ist ein Diskus vorhanden.
Die bei Reife dunkel-purpurfarbene, fleischige Frucht, Steinfrucht ist bei einem Durchmesser von 4 bis 5 Millimetern fast kugelig und enthält vier bis fünf Samen (Pyrene, Steinkerne), die sich leicht voneinander lösen. Die beständigen Griffeläste sind auf der oberen Diskusscheibe erhalten. Die gerillten Samen sind bei einer Länge von 2,2 bis 3,5, selten bis zu 5,5 Millimetern breit-eiförmig.
Die Chromosomenzahl beträgt 2n = 48.

## Ausprägung der typischen vegetativen Merkmale durch besonderen Selektionsdruck
Eine der Theorien für diese merkwürdige Veränderung des Aussehens ist, dass die junge Pflanze sich gegen Fraß durch den Moa schützen musste. Nachdem die Pflanze eine Höhe erreicht, in der diese Gefahr nicht mehr besteht, weil der Moa diese nicht mehr erreichen kann, verwandelt sie sich in einen „normalen“ Baum. Eine eng verwandte Art auf den Chatham-Inseln, Pseudopanax chathamicus Kirk, die sich in der Abwesenheit von Moas entwickelt hat, zeigt diese Veränderungen nicht.

## Vorkommen
Von Pseudopanax crassifolius gibt es in Neuseeland Fundorte auf der Nord- und Südinsel sowie auf Stewart Island. Pseudopanax crassifolius gedeiht häufig vom Tiefland bis zu den unteren Bergwäldern und im Buschland in weiten Teilen Neuseelands in Höhenlagen von 0 bis 750 Metern.

## Taxonomie
Der Name (Basionym) Aralia crassifolia wurde bereits von Daniel Solander verwendet, aber eine gültige Erstbeschreibung erfolgte 1839 durch Allan Cunningham in XXVI.—Florae insularum Novae Zelandiae precursor; or a specimen of the botany of the Islands of New Zealand in Annals of Natural History, Volume 2, S. 214. Karl Heinrich Koch stellte 1859 in Wochenschrift für Gärtnerei und Pflanzenkunde, Band 2, S. 366 die Gattung Pseudopanax mit der Typusart Pseudopanax crassifolius (Sol. ex A.Cunn.) K.Koch auf.
Weitere Synonyme für Pseudopanax crassifolius (Sol. ex A.Cunn.) K.Koch sind. Hedera crassifolia (Sol. ex A.Cunn.) A.Gray, Panax crassifolius (Sol. ex A.Cunn.) Decne. & Planch., Pseudopanax crassifolius var. solandri Voss nom. inval., Aralia heterophylla A.Cunn. ex Hook., Panax pentadactylon Decne. & Planch.,
Panax tridactylon Decne. & Planch., Panax coriaceus Regel, Aralia cookii B.S.Williams,
Panax longissimus Hook.f., Panax pentadactylum Decne. & Planch. ex Hook.f., Panax tridactylum Decne. & Planch. ex Hook.f., Aralia crassifolia var. integrifolia Hibberd, Aralia trifoliata Linden ex Hibberd, Pseudopanax crassifolius var. trifoliolatus Kirk, Pseudopanax crassifolius var. unifoliatus Kirk, Aralia quinquevulnera Voss, Pseudopanax crassifolius var. coriaceus (Regel) Voss, Pseudopanax crassifolius var. pentadactylus (Decne. & Planch.) Voss.